# Автодром Энцо и Дино Феррари
Автодром Энцо и Дино Феррари (итал. Autodromo Enzo e Dino Ferrari) — гоночная трасса возле города Имола в Италии. Она расположена в 40 километрах восточнее Болоньи и в 80 километрах к востоку от завода Ferrari в Маранелло.
До смерти Энцо Феррари в 1988 году трасса называлась «Автодром Дино Феррари» в честь сына основателя, Дино, умершего в 1956 году. 23 апреля 1989 к его имени было прибавлено имя отца.

## Трасса Формулы-1
Автодром Энцо и Дино Феррари являлся местом проведения Гран-при Сан-Марино Формулы-1 (с 1981 по 2006 год в Италии проводились два Гран-при в год, поэтому гонка в Имоле называлась по имени близлежащей страны). Также в 1980 году здесь проводился Гран-при Италии, который обычно проходит на автодроме Монца. Когда Формула-1 посещает Имолу, эта трасса, как и Монца, рассматривается как «домашняя трасса» Ferrari, и толпы «тифози» (приверженцев, болельщиков команды) приходят чтобы поддержать местную команду.
Трасса Имола, как она часто упоминается в разговорной речи неофициально, — одна из немногочисленных трасс, движение на которой идёт против часовой стрелки. Помимо неё этой особенностью обладают трассы Монтжуик в Барселоне, Интерлагос в Сан-Паулу, Истанбул Парк в Стамбуле, Международный автодром Кореи, Трасса Америк в Остине.

## История
Построенная в 1950 году, Имола популярна среди пилотов из-за своей быстрой, плавной конфигурации. В 1973 и 1974 годах были добавлены две шиканы для того, чтобы замедлить машины. Третья шикана была добавлена в 1981 году. Однако трасса оставалась постоянным предметом заботы о безопасности, в основном касательно проходимого на предельной скорости поворота «Tamburello», который был очень ухабистым и имел опасно малое пространство между трассой и бетонной стеной, защищающей ручей, протекающий позади неё. В 1987 г. во время практики произошёл несчастный случай с Нельсоном Пике, который из-за травмы пропустил гонку. В Гран-при Сан-Марино 1989 года Герхард Бергер разбил свою Феррари в «Тамбурелло» из-за отказа переднего антикрыла. Машина загорелась после тяжёлого столкновения, которое фактически раскололо монокок, но, благодаря быстрой работе пожарных и медиков, Бергер избежал серьёзных травм.

Гибель Айртона Сенны на трассе во время Гран-при Сан-Марино 1 мая 1994 года

В 1994 году во время Гран-при на автодроме произошла череда трагических событий, из-за которых тот этап получил название «чёрный уик-энд»: во время пятничной практики Рубенс Баррикелло врезался в бордюр, машина ударилась о верх заграждения из покрышек и перевернулась, бразилец от удара потерял сознание. Он не был серьёзно травмирован. Во время субботней квалификации австриец Роланд Ратценбергер столкнулся в лобовую со стеной в повороте «Вильнёв» из-за поломки переднего антикрыла и погиб на месте. На следующий день легендарный трёхкратный чемпион мира Айртон Сенна потерял управление в повороте «Тамбурелло». Сам по себе удар об стену не нанёс сильных повреждений, но оторвавшаяся в результате происшествия часть подвески пробила шлем Сенны и нанесла смертельную травму. В ещё двух несвязанных происшествиях несколько зрителей и механиков также были травмированы.
После гибели Ратценбергера и Сенны были предприняты попытки по обеспечению безопасности трассы. Распрямлённый поворот «Тамбурелло» был сокращён до затяжного поворота «слева-направо» на 4-й скорости, и к ограниченному пространству снаружи поворота была добавлена гравийная ловушка. «Вильнёв», быстрый правый поворот на шестой передаче, переходящий в поворот «Тоза», был переделан в добавочный затяжной поворот на четвёртой передаче, также с гравийной ловушкой снаружи поворота. В попытках сохранить некоторую быстроту и характер прежней трассы был «распрямлён» поворот «Варианте Басса», в котором разбился Баррикелло, а шикана «Аква Минерали» перестроена в быстрый П-образный вираж с широкой зоной безопасности. Многие[кто?] говорят, что новая конфигурация не так хороша, как могла бы быть, из-за новых шикан в «Тамбурелло» и «Вильнёв». Некоторые[кто?] также критиковали ухудшение строений и шли разговоры о вычёркивании Гран-при Сан-Марино из календаря Формулы-1, что и случилось в сезоне 2007 — гонка 2006 стала на тот момент последним Гран-при Формулы-1 на трассе в Имоле и вернулась в календарь только в 2020 году из-за кардинального пересмотра календаря того года в связи с начавшейся пандемией Covid-19. В итоге, в 2020 году состоялось возвращение трассы в календарь чемпионата в рамках Гран-при Эмилии-Романьи.

## Конфигурации
| Версия    | Схема                                                               | Длина (м) | Гран-при Формулы-1 | Рекорд круга в квалификации                                          |
| Версия    | Схема                                                               | Длина (м) | Гран-при Формулы-1 | Рекорд круга в гонке                                                 |
| --------- | ------------------------------------------------------------------- | --------- | ------------------ | -------------------------------------------------------------------- |
| 1953–1972 |                                                                     | 5018      | 1 (1963)           | 1:48,3 (Джим Кларк, Lotus 25, 1963)                                  |
| 1953–1972 | 1:48,3 (Тревор Тэйлор, Lotus 25, 1963)                              | 5018      | 1 (1963)           |                                                                      |
| 1973–1980 |                                                                     | 5060      | 2 (1979—1980)      | 1:32,91 (Жиль Вильнёв, Ferrari 312T4, 1979)                          |
| 1973–1980 | 1:33,61 (Жиль Вильнёв, Ferrari 312T4, 1979)                         | 5060      | 2 (1979—1980)      |                                                                      |
| 1981–1994 |                                                                     | 5040      | 14 (1981—1994)     | 1:21,548 (Айртон Сенна, Williams FW16, 1994)                         |
| 1981–1994 | 1:24,335 (Деймон Хилл, Williams FW16, 1994)                         | 5040      | 14 (1981—1994)     |                                                                      |
| 1995–2006 |                                                                     | 4959      | 12 (1995—2006)     | 1:19,753 (Дженсон Баттон, BAR 006, 2004)                             |
| 1995–2006 | 1:20,411 (Михаэль Шумахер, Ferrari F2004, 2004)                     | 4959      | 12 (1995—2006)     |                                                                      |
| 2008–н.в. |                                                                     | 4909      | 5 (с 2020)         | 1:13,609 (Валттери Боттас, Mercedes-AMG F1 W11 EQ Performance, 2020) |
| 2008–н.в. | 1:15,484 (Льюис Хэмилтон, Mercedes-AMG F1 W11 EQ Performance, 2020) | 4909      | 5 (с 2020)         |                                                                      |
| 2009–н.в. |                                                                     | 4936      | 0                  | 1:45,727 (Чаз Дэвис, Ducati Panigale V4 R, 2019)                     |

## Победители Гран-при на трассе в Имоле
В 1980 году на трассе проводился Гран-при Италии, с 1981 по 2006 — Гран-при Сан-Марино, с 2020 — Гран-при Эмилии-Романьи.
| Сезон | #                                  | Гонщик                             | Конструктор                        | Отчёт |
| ----- | ---------------------------------- | ---------------------------------- | ---------------------------------- | ----- |
| 1980  | 1                                  | Нельсон Пике                       | Brabham-Ford                       | Отчёт |
| 1981  | 2                                  | Нельсон Пике                       | Brabham-Ford                       | Отчёт |
| 1982  | 3                                  | Дидье Пирони                       | Ferrari                            | Отчёт |
| 1983  | 4                                  | Патрик Тамбе                       | Ferrari                            | Отчёт |
| 1984  | 5                                  | Ален Прост                         | McLaren-TAG                        | Отчёт |
| 1985  | 6                                  | Элио де Анжелис                    | Lotus-Renault                      | Отчёт |
| 1986  | 7                                  | Ален Прост                         | McLaren-TAG                        | Отчёт |
| 1987  | 8                                  | Найджел Мэнселл                    | Williams-Honda                     | Отчёт |
| 1988  | 9                                  | Айртон Сенна                       | McLaren-Honda                      | Отчёт |
| 1989  | 10                                 | Айртон Сенна                       | McLaren-Honda                      | Отчёт |
| 1990  | 11                                 | Риккардо Патрезе                   | Williams-Renault                   | Отчёт |
| 1991  | 12                                 | Айртон Сенна                       | McLaren-Honda                      | Отчёт |
| 1992  | 13                                 | Найджел Мэнселл                    | Williams-Renault                   | Отчёт |
| 1993  | 14                                 | Ален Прост                         | Williams-Renault                   | Отчёт |
| 1994  | 15                                 | Михаэль Шумахер                    | Benetton-Ford                      | Отчёт |
| 1995  | 16                                 | Деймон Хилл                        | Williams-Renault                   | Отчёт |
| 1996  | 17                                 | Деймон Хилл                        | Williams-Renault                   | Отчёт |
| 1997  | 18                                 | Хайнц-Харальд Френтцен             | Williams-Renault                   | Отчёт |
| 1998  | 19                                 | Дэвид Култхард                     | McLaren-Mercedes                   | Отчёт |
| 1999  | 20                                 | Михаэль Шумахер                    | Ferrari                            | Отчёт |
| 2000  | 21                                 | Михаэль Шумахер                    | Ferrari                            | Отчёт |
| 2001  | 22                                 | Ральф Шумахер                      | Williams-BMW                       | Отчёт |
| 2002  | 23                                 | Михаэль Шумахер                    | Ferrari                            | Отчёт |
| 2003  | 24                                 | Михаэль Шумахер                    | Ferrari                            | Отчёт |
| 2004  | 25                                 | Михаэль Шумахер                    | Ferrari                            | Отчёт |
| 2005  | 26                                 | Фернандо Алонсо                    | Renault                            | Отчёт |
| 2006  | 27                                 | Михаэль Шумахер                    | Ferrari                            | Отчёт |
| 2020  | 28                                 | Льюис Хэмилтон                     | Mercedes-AMG F1                    | Отчёт |
| 2021  | 29                                 | Макс Ферстаппен                    | Red Bull Racing                    | Отчёт |
| 2022  | 30                                 | Макс Ферстаппен                    | Red Bull Racing                    | Отчёт |
| 2023  | Отменён из-за наводнений в регионе | Отменён из-за наводнений в регионе | Отменён из-за наводнений в регионе | Отчёт |
| 2024  | 31                                 | Макс Ферстаппен                    | Red Bull-Honda RBPT                | Отчёт |
| 2025  | 32                                 | Макс Ферстаппен                    | Red Bull-Honda RBPT                | Отчёт |

### Комментарии
1. 1 2  Гран-при не входил в чемпионат мира Формулы-1
2. ↑  Мототрасса